# Zec Louise-Gosford
La zec Louise-Gosford est une zone d'exploitation contrôlée (ZEC), située dans deux municipalités: Saint-Augustin-de-Woburn pour la partie sud de la zec et Frontenac pour la partie nord de la zec. La zec est située dans la municipalité régionale de comté (MRC) Le Granit, en Estrie, au Québec, au Canada.
Cette zec a été constituée en 1978 par la loi provinciale donnant l'accès aux terres publiques en remplacement des clubs privés. Le mandat d'administration de la zec a été confié à l'Association Louise-Gosford qui a été créé le 3 avril 1978 et immatriculé comme personne morale à but non lucratif le 29 mars 1995 au registraire des entreprises du Québec. Le but de la zec est d'exploiter le territoire notamment par des activités récréotouristiques, tout en encadrant les activités de chasse et la pêche.

## Géographie
La limite sud de ce territoire de chasse et pêche de 171 km2 est adossée à la frontière canado-américaine. La zec comporte deux secteurs distinctes distancés entre eux de 6 km; ces secteurs constituent un appendice s'avançant d'une douzaine de kilomètres vers le sud dans le Maine. À l'inverse, ces deux parties de territoire sont séparées par un appendice du Comté de Franklin (Maine) du Maine s'avançant d'une douzaine de kilomètres dans le Québec. La partie sud-ouest de la zec couvre le côté sud de la route 161 jusqu'à la frontière.
Ce territoire ne comporte aucun lac; toutefois, la partie sud-ouest de la zec est délimitée au sud par le lac Arnold, situé au pied de la montagne "Le Plateau". Néanmoins, la rivière aux Araignées traverse la partie nord-est de la zec pour aller se déverser dans le lac aux Araignées, situé à l'extérieur de la partie nord-est de la zec. Les deux secteurs de la zec sont en grande partie bordés par la frontière canado-américaine ; ils sont encadrées par des montagnes, qui suivent la ligne des hautes terres et comportent de nombreux marécages.
Les principales montagnes de la zec sont :
- Partie nord-est: Moose Hill (865 m.), Mont Flat Top (737 m.), Mont Merrill (997 m.), Montagne Caribou (1 073 m), Montagnes Bleues (721 m)[2] et Mont Pisgah (1 023 m.).

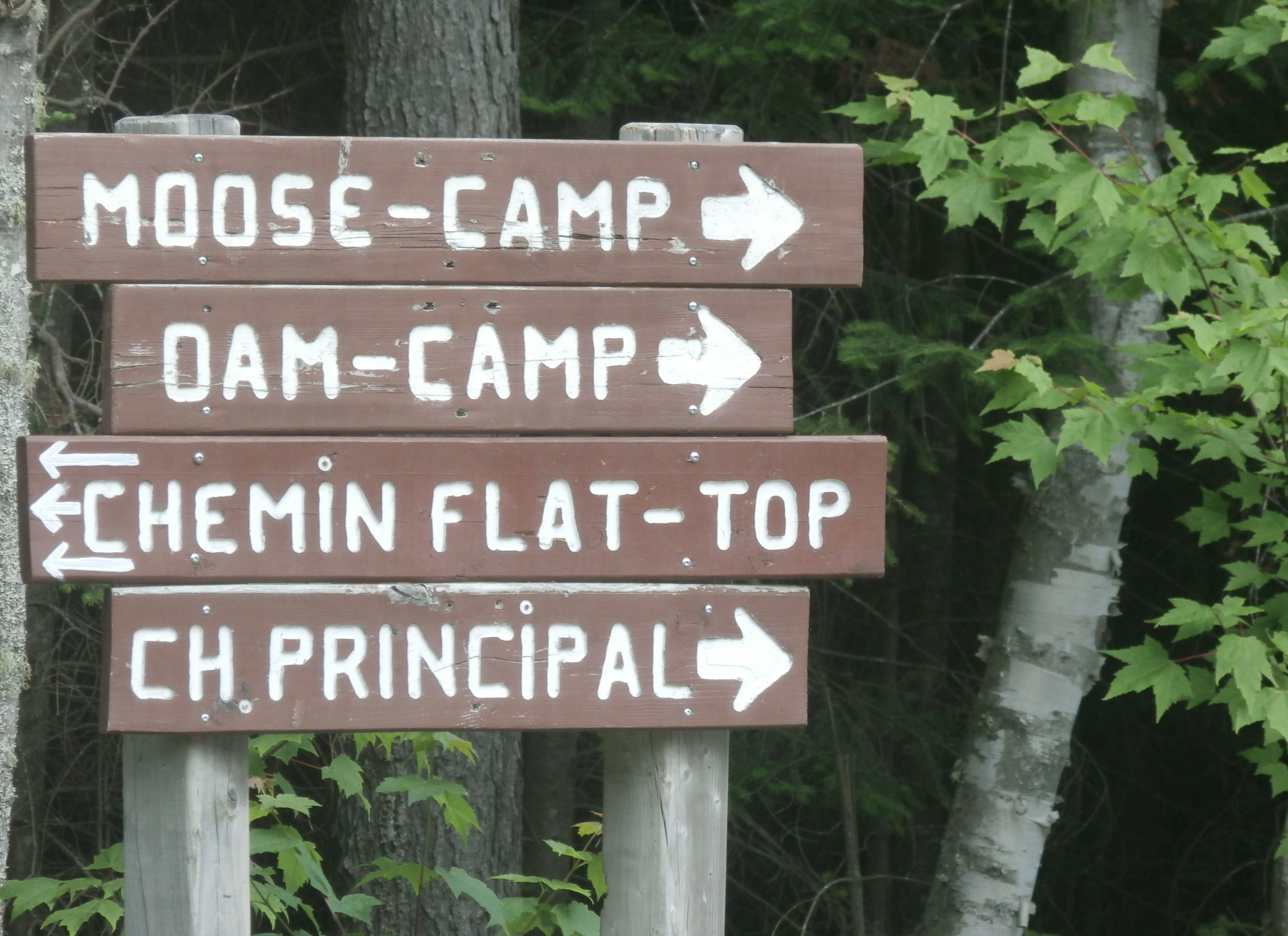
Panneau de direction.
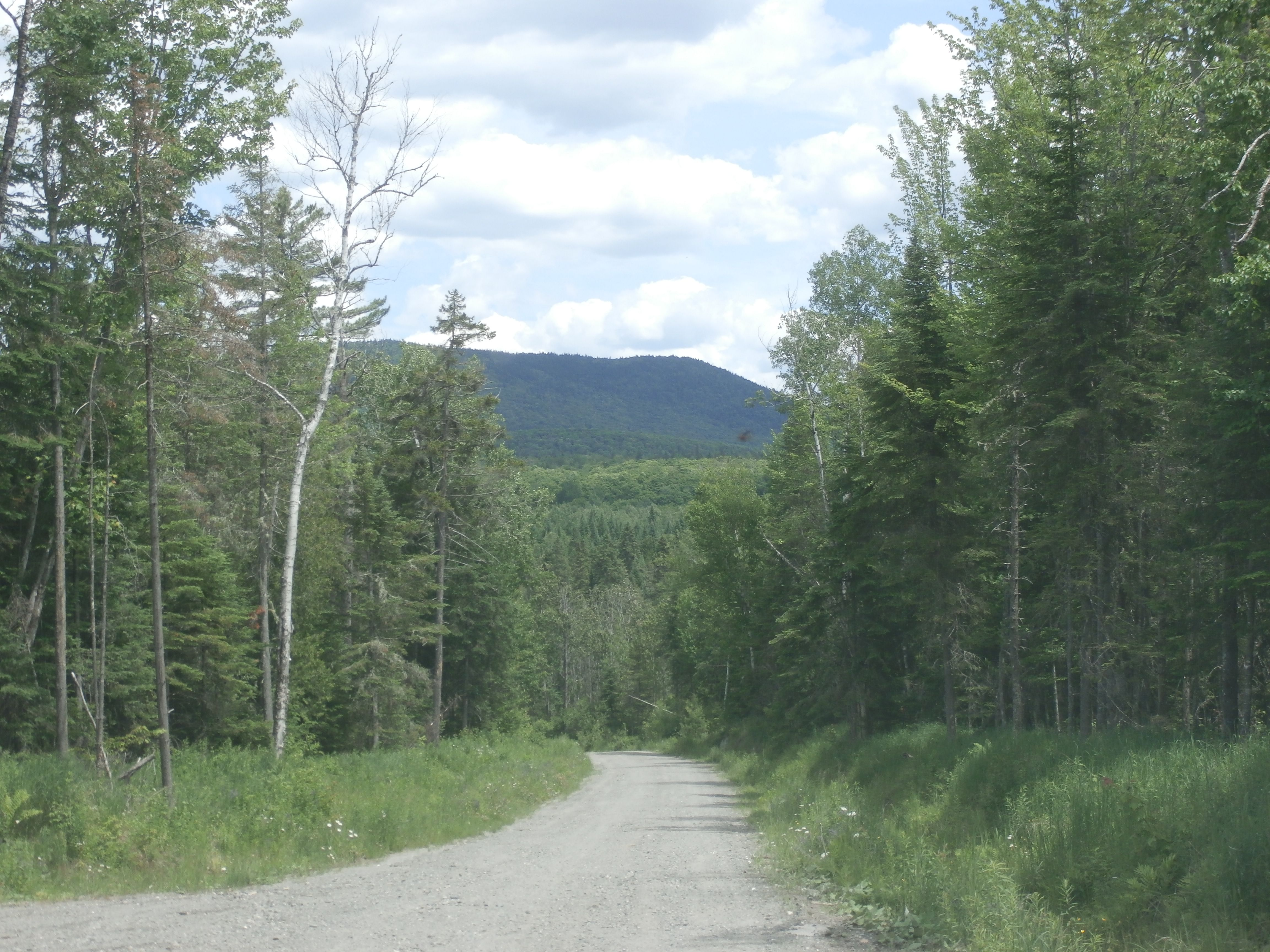
Chemin Flat Top.
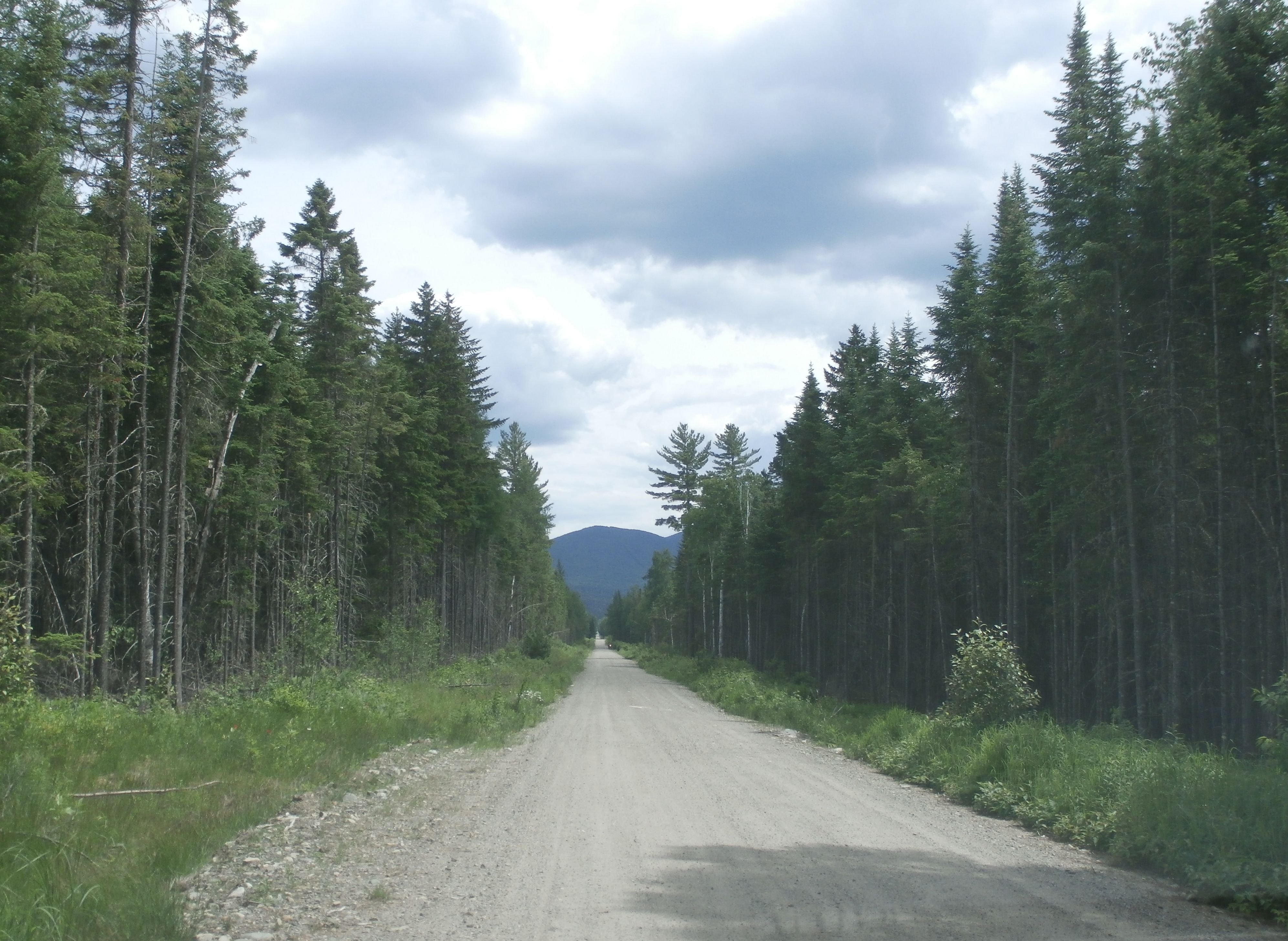
Chemin principal vers le mont Pisgah.
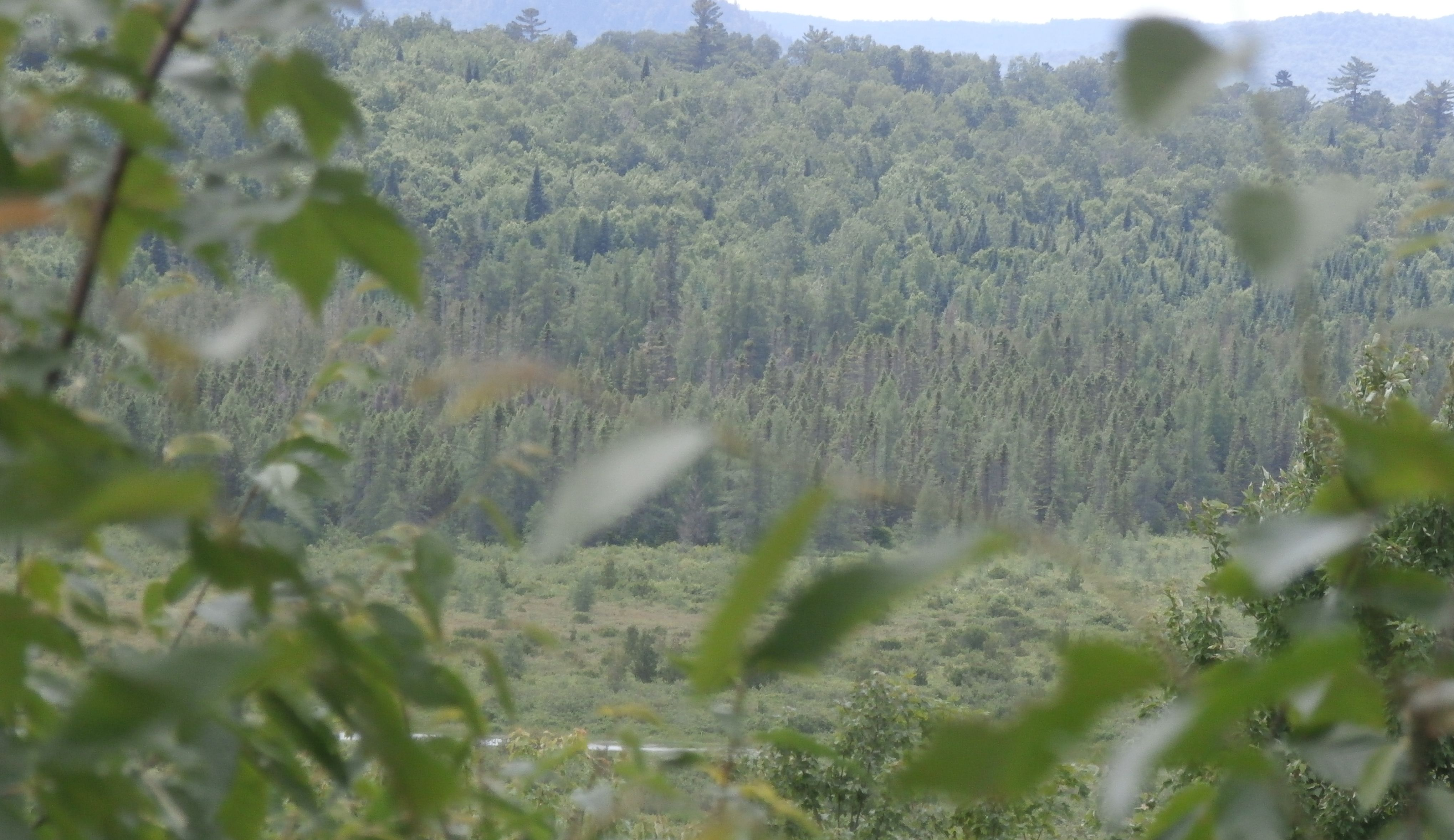
Marais et rivière Aux Araignées.
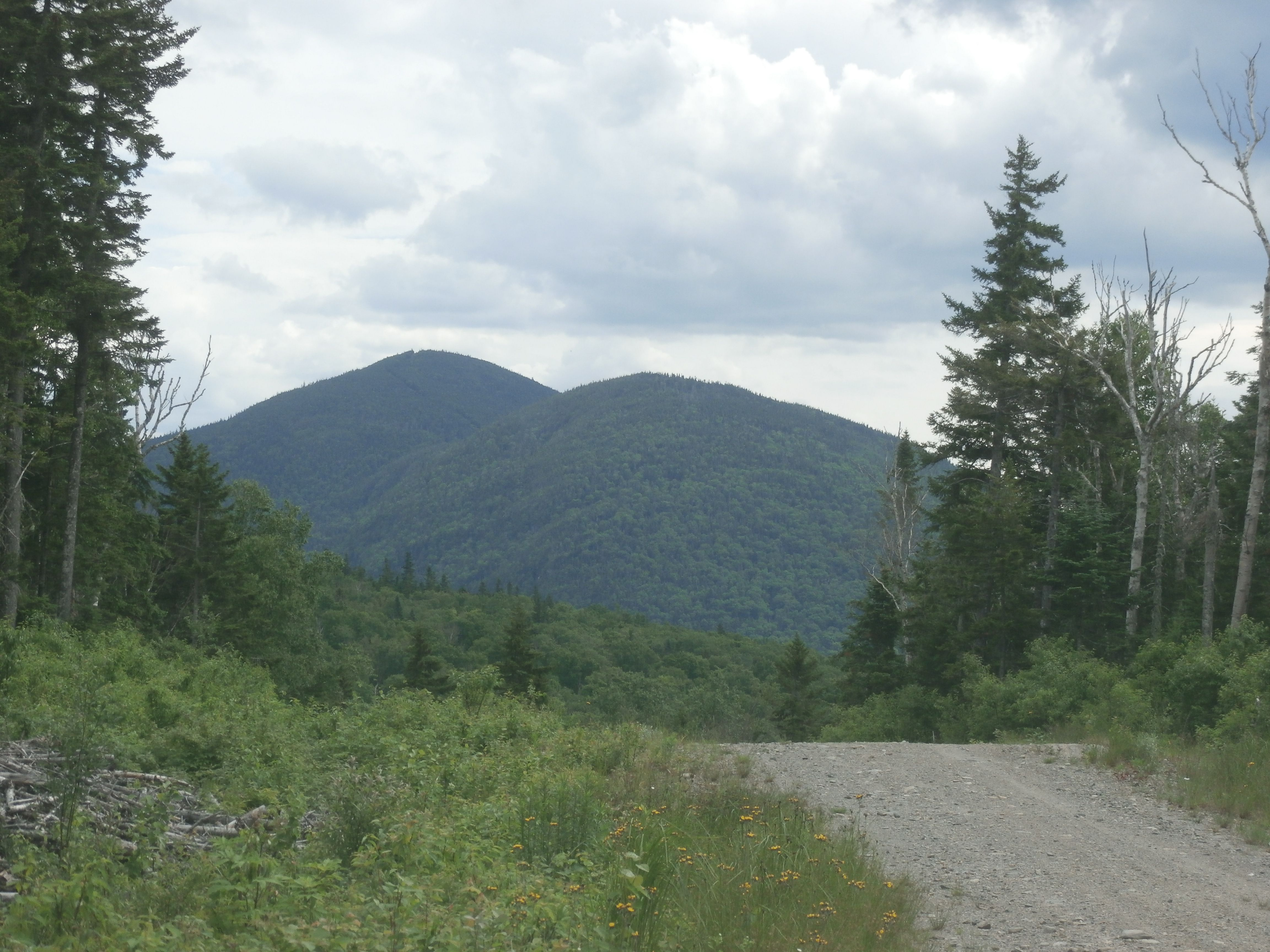
Mont Pisgah.
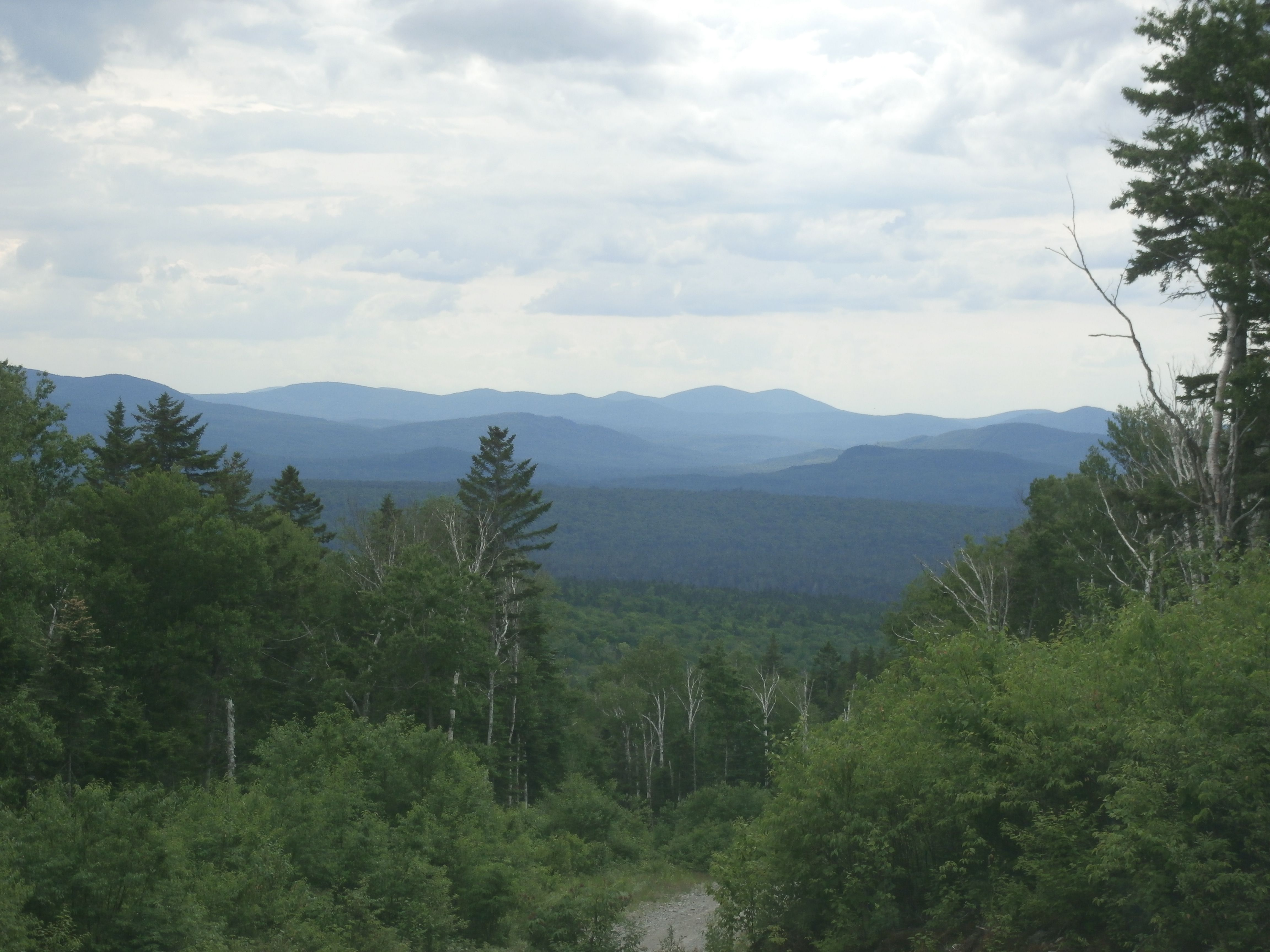
Vue près du mont Pisgah vers l'ouest.

- Partie sud-ouest: montagne Noire (777 m.), mont Le Plateau, mont de la Bogue et le mont Gosford (1 193 m.).

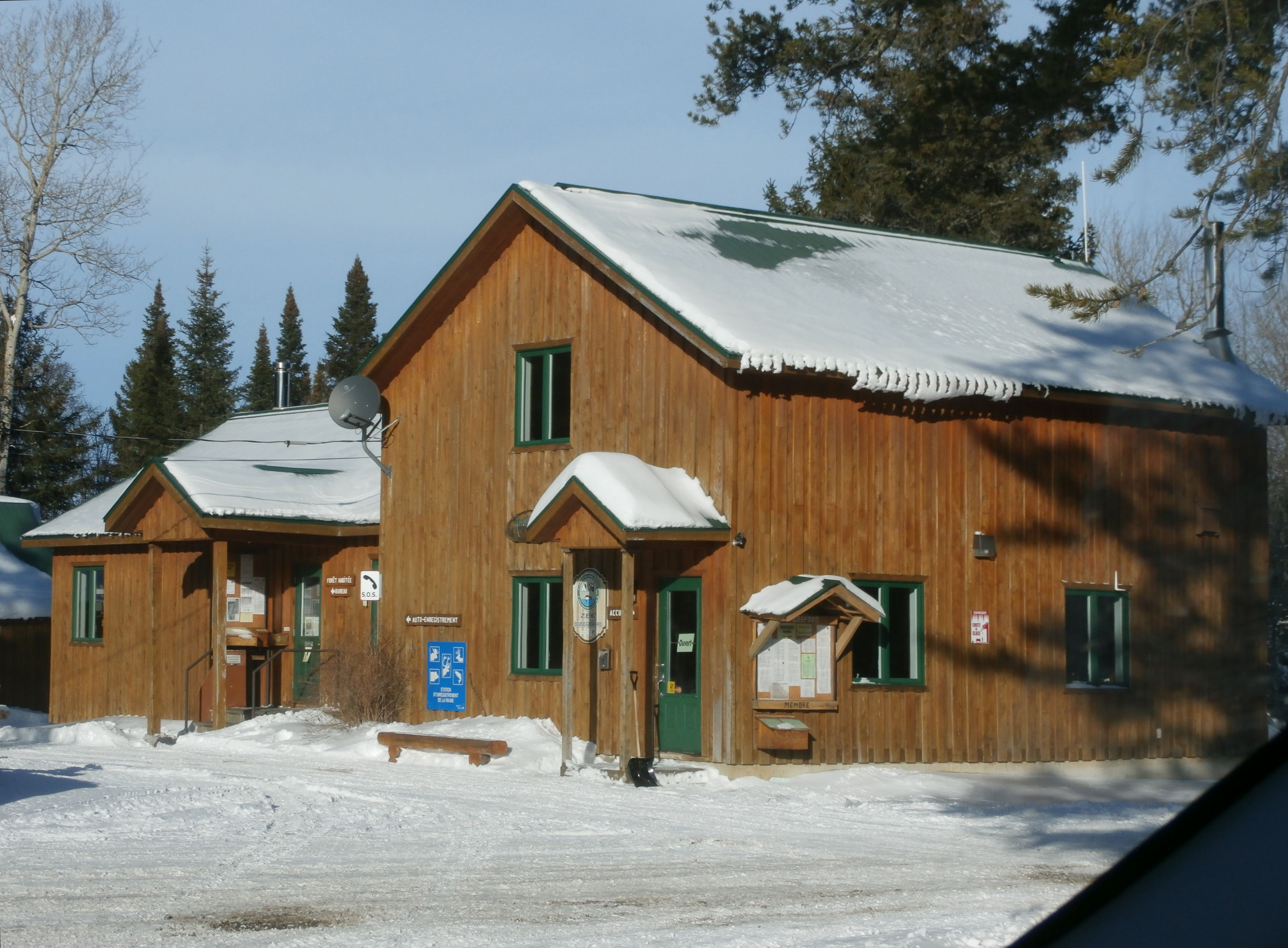
Le poste d’accueil près du mont Gosford.
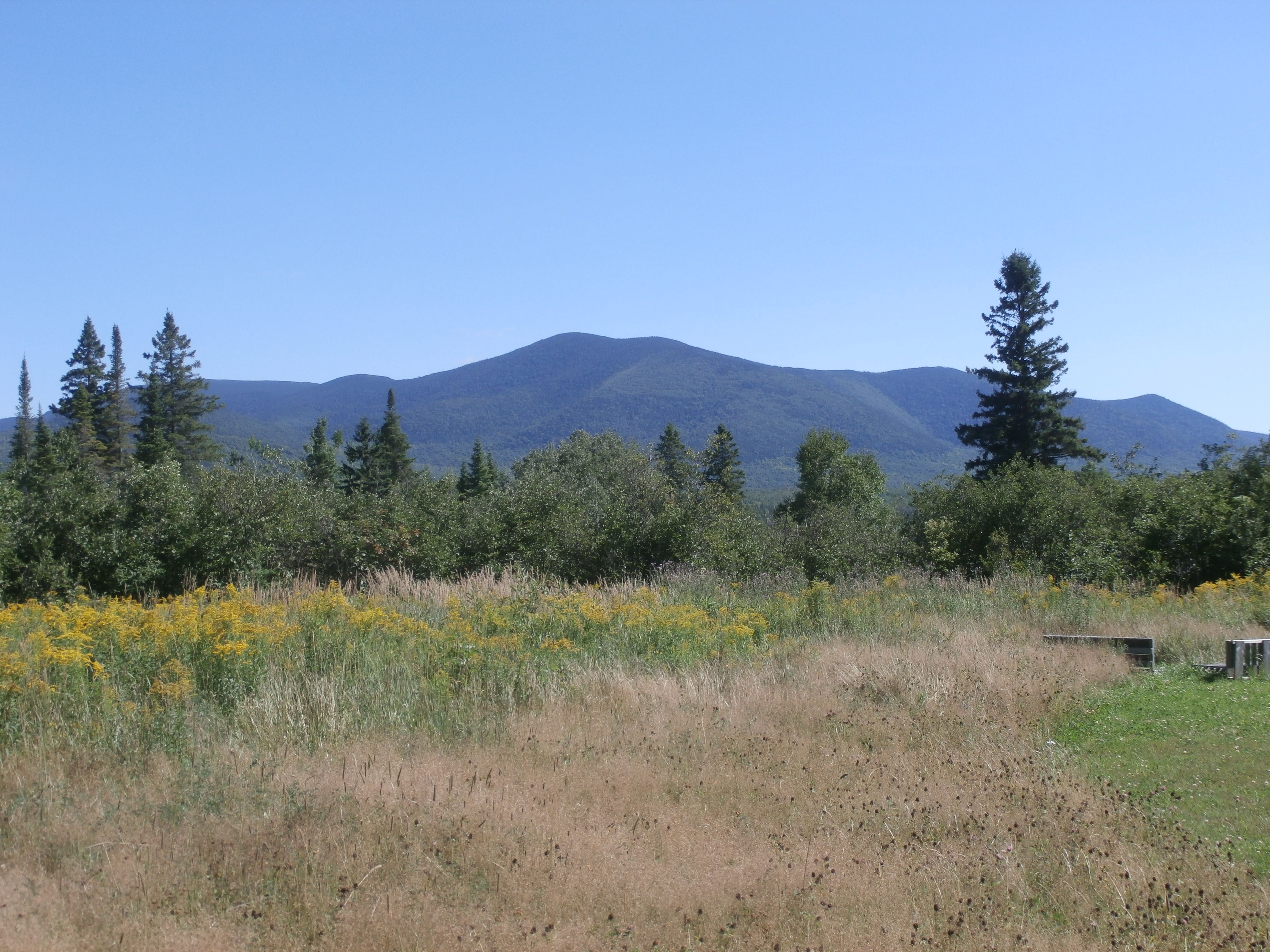
Le mont Gosford vu du  Rang Tout-De-Joie, St-Augustin-de-Woburn.
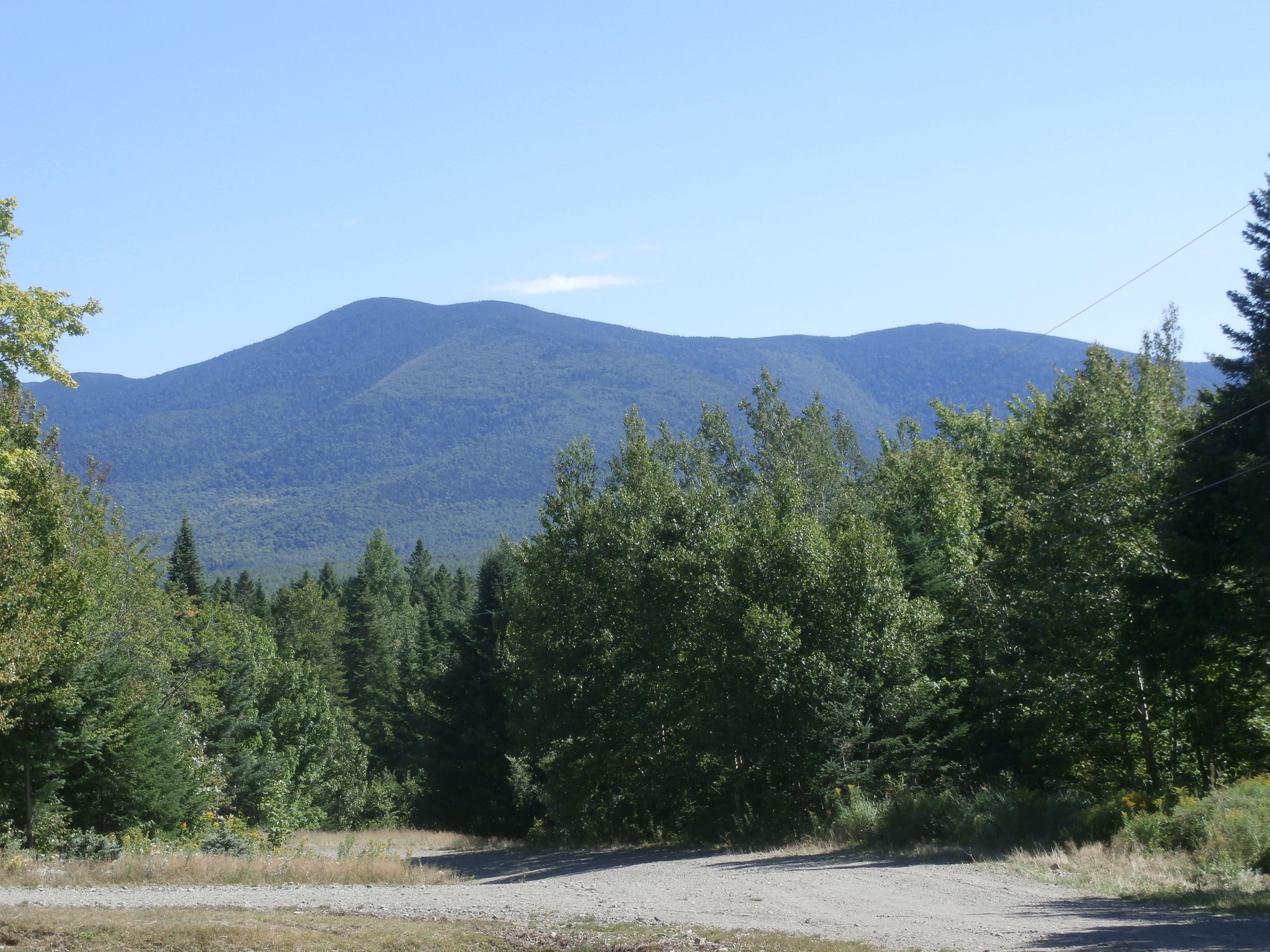
Le sommet du mont Gosford vu depuis un chemin forestier à quelques km au nord.
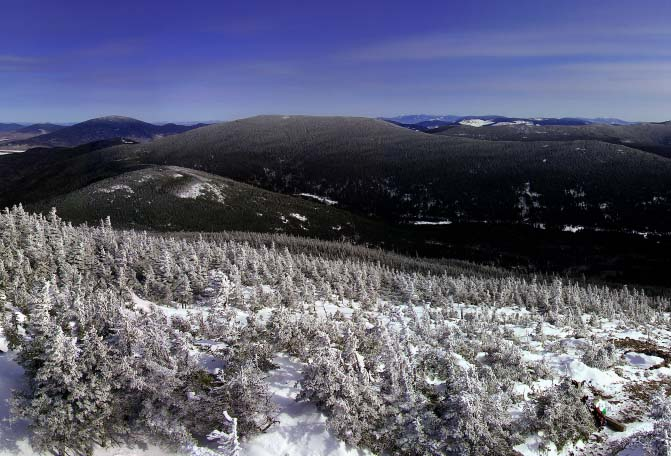
Vue depuis le sommet du Mont Gosford.

Note : Dans la zone de six kilomètres entre les deux parties de la zec, il y a les montagnes suivantes : montagne à Pépin (620 m.), montagne à Choquette (609 m.) et le Mont Louise (625 m). Dans ce secteur, la frontière Canada-États-Unis a surtout été établie en se basant sur le sommet des montagnes afin de répartir les sous-bassins hydrographiques entre les deux pays.
Le poste d'accueil Gosford, situé au 1001, rang 5, Saint-Augustin-de-Woburn, G0Y 1R0 constitue l'établissement principal dans la partie sud-ouest de la zec. Tandis que le poste d'accueil Louise, situé au 4240, 4e rang, Frontenac, G6B 2S1 est l'établissement secondaire, soit dans la partie nord-est de la zec.

## Chasse et pêche
Cette zec de petite dimension abonde en truite mouchetée, en truite brune et en omble de fontaine dans la rivière aux Araignées. Le gibier est abondant dans ce territoire, notamment l'orignal.

## Toponymie
Le nom de la zec provient des deux montagnes présentes sur le territoire:
- le mont Louise (750 m) qui est situé entre les deux secteurs de la zec. Il est à cheval sur la frontière. Ce toponyme évoque le souvenir de la princesse Louise, fille de la reine Victoria
- le mont Gosford (1 186 m) qui est situé au centre du secteur sud de la zec. Ce toponyme rappelle Archibald Acheson, 2e comte de Gosford, gouverneur en chef de l'Amérique du Nord britannique de 1835 à 1838[3].